# Stadion des 7. März
Das Stadion des 7. März (arabisch ملعب 7 مارس; französisch Stade du 7-Mars) ist ein Fußballstadion in der tunesischen Stadt Ben Gardane im Süden des Landes. Der Name bezieht sich auf den 7. März 2016, den Tag der Schlacht von Ben Gardane im Jahr 2016. Bei den Zusammenstößen besiegten die tunesischen Sicherheitskräfte die Dschihadisten des Islamischen Staates.
Der Fußballverein US Ben Guerdane trägt hier seine Heimspiele in der ersten tunesischen Liga, des Championnat de Tunisie, aus. Das Stadion fasst 10.000 Zuschauer, 4.000 Plätze sind überdacht.